# Revistă academică

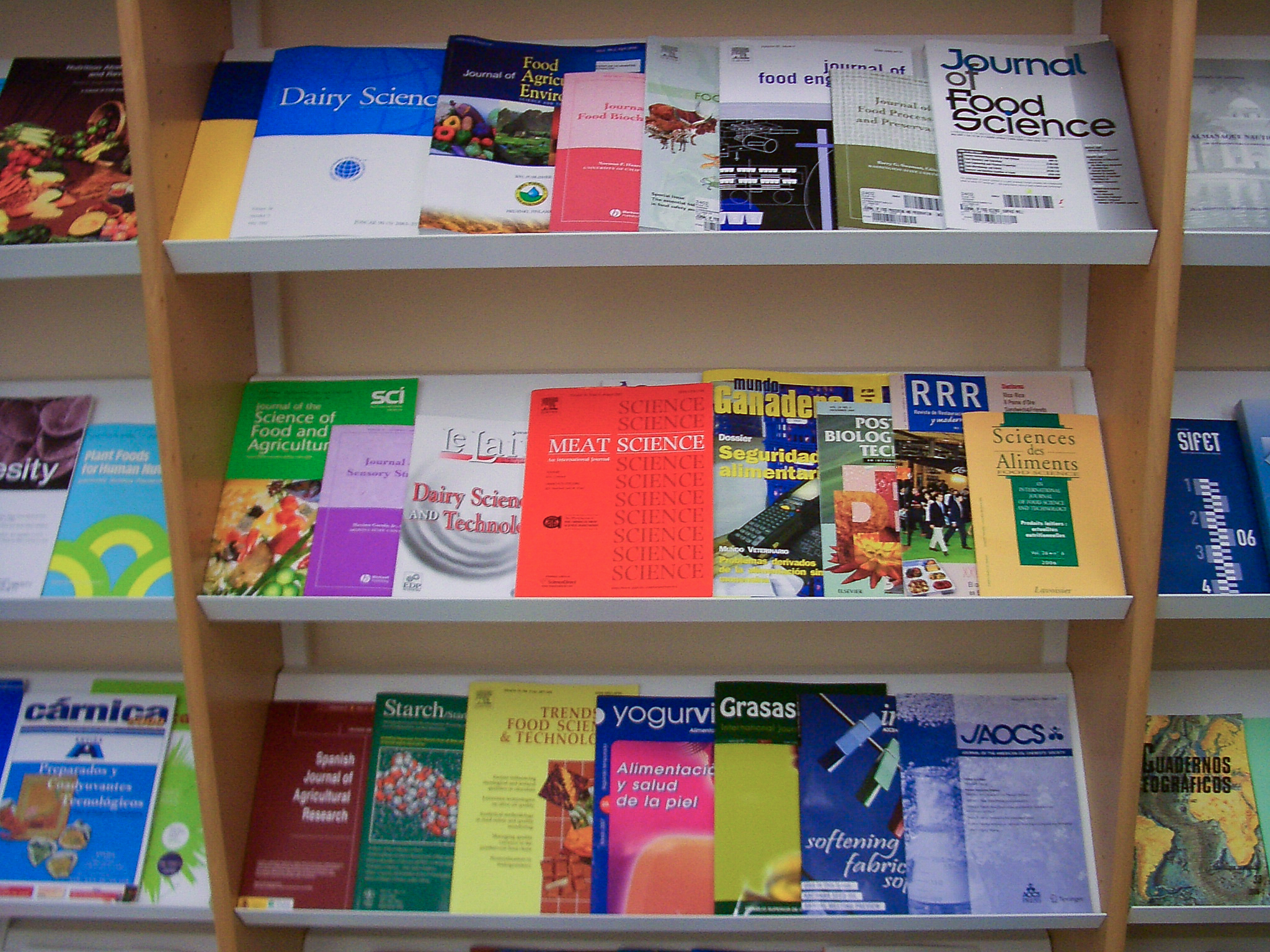
Tipuri diferite de reviste de cercetare cu evaluare colegială; aceste publicații specifice sunt despre știința nutriției.

O revistă academică, denumită în unele surse ca jurnal academic, este o publicație periodică în care sunt publicate cercetări prin metode științifice din domeniul unei anumite discipline academice. Aceste reviste servesc ca forumuri permanente și transparente pentru prezentarea, examinarea și dezbaterea cercetării. Ele necesită aproape universal o evaluare colegială a articolelor de cercetare sau a altor analize din partea specialiștilor contemporani competenți și recunoscuți în domeniile lor.

## Concept
Conținutul revistelor academice este format, de obicei, din articole care prezintă cercetări originale, recenzii științifice sau recenzii de cărți. Scopul unei reviste academice, potrivit lui Henry Oldenburg (primul editor al Philosophical Transactions of the Royal Society), este de a oferi cercetătorilor un spațiu pentru „a comunica cunoștințele lor unii altora și pentru a contribui cu ce pot la marele proiect de îmbunătățire a cunoștințelor despre natură și de perfecționare a tuturor științelor și artelor”.
Termenul revistă academică se aplică publicațiilor academice din toate domeniile; acest articol discută aspectele comune revistelor din toate domeniile academice. Revistele științifice și revistele de științe sociale cu metode cantitative diferă ca formă și funcție de revistele din domeniile științelor umaniste și științelor sociale cu metode calitative; aspectele lor specifice sunt discutate separat.
Prima revistă academică a fost en:Journal des sçavans (ianuarie 1665), urmată la scurt timp după aceea de Philosophical Transactions of the Royal Society (martie 1665) și de Mémoires de l'Académie des Sciences (1666). Prima revistă cu o evaluare colegială completă a fost Medical Essays and Observations (1733).

## Istorie
Ideea unei reviste publicat cu scopul de a „[a face] oamenii să știe ce se întâmplă în Republica Literelor” a fost concepută pentru prima dată de istoricul francez François Eudes de Mézeray în anul 1663. O publicație intitulată Journal littéraire général urma să fie publicată în acest scop, dar nu publicarea sa nu a mai avut loc niciodată. Savantul umanist Denis de Sallo (sub pseudonimul „Sieur de Hédouville”) și tipograful Jean Cusson au preluat ideea lui Mazerai și au obținut la 8 august 1664 un privilegiu regal de la regele Ludovic al XIV-lea pentru a înființa en:Journal des sçavans. Primul număr al revistei a fost publicat la 5 ianuarie 1665. Revista era destinat oamenilor de litere și avea patru obiective principale:
1. recenzarea cărților europene majore recent publicate,
2. publicarea necrologurilor unor oameni celebri,
3. comunicarea descoperirilor din domeniile artelor și științei, și
4. informarea cu privire la hotărârile și procedurilor de cenzură ale tribunalurilor eclezistice și laice, precum și cele ale universităților din Franța și din afara acesteia.

La scurtă vreme după aceea, Royal Society a instituit Philosophical Transactions of the Royal Society în martie 1665 și Académie des Sciences a înființat Mémoires de l'Académie des Sciences în 1666, ambele fiind concentrate pe publicarea de comunicări științifice. Până la sfârșitul secolului al XVIII-lea au fost publicate aproape 500 de astfel de periodice, marea majoritate în Germania (304 periodice), Franța (53) și Anglia (34). Unele din aceste publicații, în special revistele germane, au avut în general o durată scurtă de apariție (sub cinci ani). A.J. Meadows a estimat că proliferarea revistelor va ajunge la 10.000 de reviste în 1950 și la 71.000 în 1987. Michael Mabe a scris că estimările au variat în funcție de definiția publicației academice, dar că rata de creștere a fost „remarcabil de consistentă în cursul timpului”, cu o rată medie de 3,46% pe an din 1800 până în 2003.
În 1733 Medical Society of Edinburgh a înființat revista Medical Essays and Observations ca prima revistă cu o evaluare colegială completă. Evaluarea inter pares a fost introdusă ca o încercare de a crește calitatea și pertinența trimiterilor. Alte evenimente importante din istoria revistelor academice includ înființarea revistelor Nature (1869) și Science (1880), înființarea revistei Postmodern Culture în 1990 ca prima revistă exclusiv online, înființarea bazei de date arXiv în 1991 pentru diseminarea preprinturilor pentru a fi discutate înainte de publicarea lor într-o revistă și înființarea PLOS One în 2006 ca prima megarevistă.

## Recenzare
Spre deosebire de articolele de cercetare originală, articolele de recenzie au tendința să fie solicitate sau să fie trimise de colegi, fiind planificate adesea cu ani înainte, iar, odată primite, pot trece ele însele printr-un proces de evaluare colegială. Ele sunt utilizate, în general, de studenții care încep să studieze un anumit domeniu sau de specialiștii dintr-un anumit domeniu care doresc să se informeze cu privire la cercetările actuale.

## Prestigiu și clasament
Prestigiul unei reviste academice se stabilește în timp și poate reflecta mai mulți factori, dintre care unii, dar nu toți, sunt exprimabili cantitativ. În fiecare disciplină academică, unele reviste primesc un număr mare de materiale și optează să restricționeze numărul celor publicate, menținând o rată de acceptare scăzută. Dimensiunea sau prestigiul nu sunt o garanție a fiabilității.
În unele discipline ca managementul cunoașterii / capitalul intelectual, lipsa unui sistem bine stabilit de clasificare a revistelor este percepută de către cadrele universitare ca „un obstacol major în calea către titularizarea, promovarea și recunoașterea realizărilor”. Dimpotrivă, un număr semnificativ de oameni de știință și organizații consideră că urmărirea calculelor factorilor de impact este o opțiune pentru obiectivele științei și au semnat Declarația de la San Francisco privind evaluarea cercetării pentru a limita utilizarea acesteia.
Au fost dezvoltate trei categorii de tehnici pentru a evalua calitatea revistelor și pentru a crea clasamente ale revistelor:
- preferința declarată;
- preferința dezvăluită; și
- abordări ale puterii de publicare[17]

## Costuri
Multe reviste academice sunt subvenționate de universități sau organizații profesionale și nu există pentru a obține profit. Ele percep adesea taxe pentru publicarea de materiale publicitare, precum și pentru publicarea de articole și imagini de la autori pentru a acoperi costurile de producție. Pe de altă parte, unele reviste sunt publicate de edituri comerciale care obțin profit prin încasarea de abonamente de la persoane fizice și biblioteci. Ele pot, de asemenea, să-și vândă toate revistele în colecții specifice unei anumite discipline sau în alte pachete variate.
Redactarea revistelor este realizată aproape întotdeauna de personal plătit de editor. Redactorii șefi ai revistelor au, de obicei, mai multe responsabilități profesionale, cel mai adesea ca profesori în învățământul superior. Ei sunt ajutați de mai mulți redactori în cazul celor mai importante reviste. Revistele academice de științe sociale și umaniste sunt subvenționate de obicei de universități sau alte organizații profesionale.

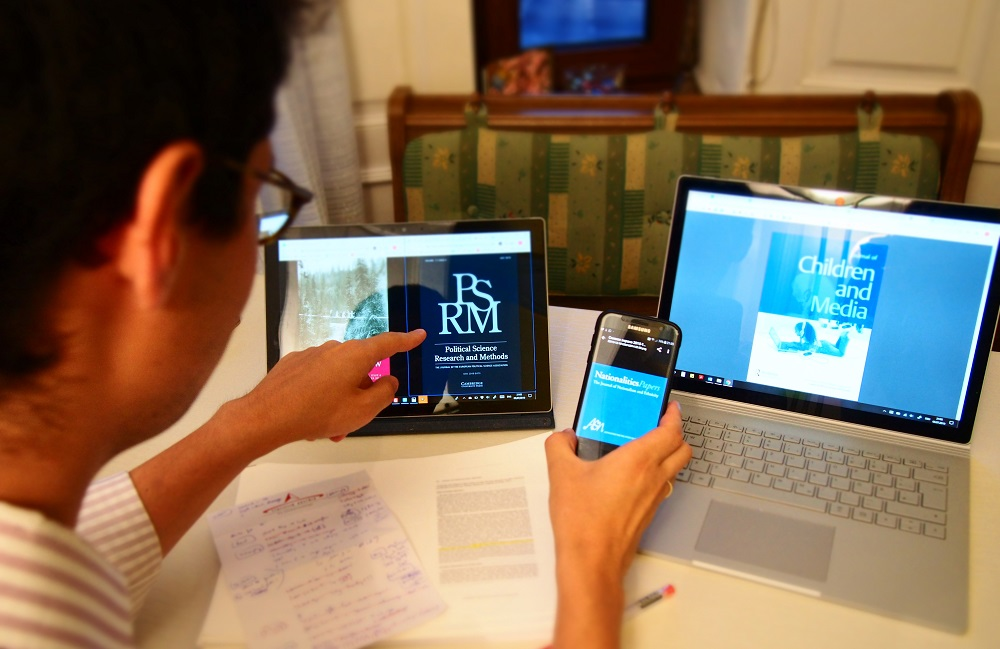
Revistele sunt accesate digital în mod frecvent în secolul al XXI-lea